# Ghost Mulenga
Joseph Mulenga, plus connu sous le nom de Ghost Mulenga (né à Luanshya le 6 janvier 1954 à l'époque en Rhodésie du Nord et aujourd'hui en Zambie, et mort le 21 avril 1985 à Lusaka) est un joueur de football international zambien, qui évoluait au poste de gardien de but.

## Biographie

### Carrière en sélection
Avec l'équipe de Zambie, il joue entre 1980 et 1985[réf. nécessaire]. 
Il figure dans le groupe des sélectionnés lors de la Coupe d'Afrique des nations de 1982. La sélection zambienne se classe troisième de la compétition organisée en Libye.
Il participe également aux Jeux olympiques d'été de 1980. Il ne dispute toutefois aucun match lors du tournoi olympique organisé en Union soviétique.